# 데사우

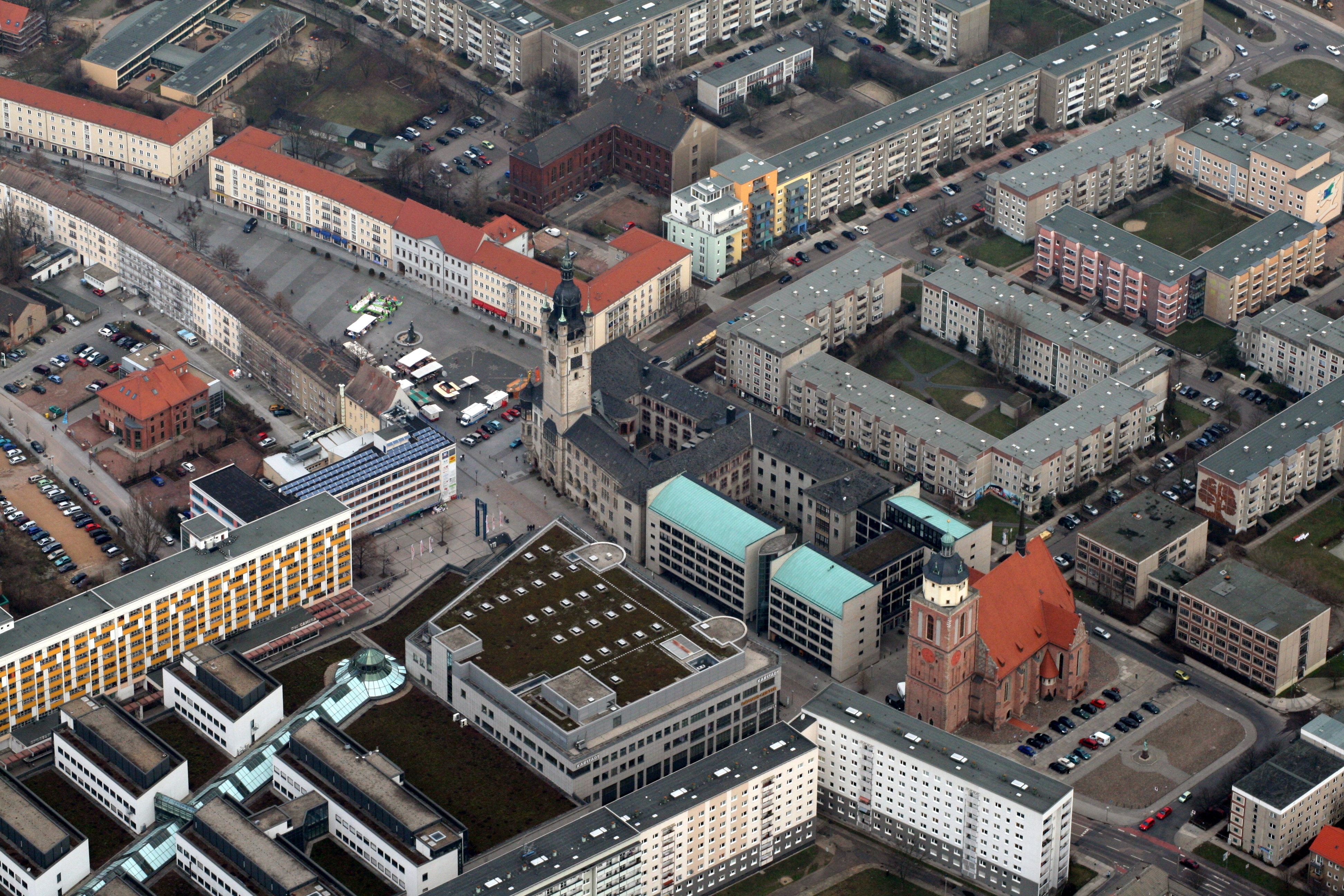

데사우(독일어: Dessau)는 독일 동부 작센안할트주에 있는 도시이다. 인구 77,394(2006).
물데 강과 엘베강의 합류점에 위치한다. 본래 소르브인의 거주지였으며, 1213년 문헌에 처음 언급되었다. 1570년 안할트가 성립되면서 그 중심지가 되었다. 안할트는 분할과 합병을 거치며 신성 로마 제국의 공국으로 남아 있었고, 그 후 독일 제국의 자유주가 되었다. 18세기에 안할트 공국의 수도로 번영하며 웅장한 궁전과 성벽이 건설되었다. 발터 그로피우스가 바이마르에서 세운 유명한 건축·미술 학교인 바우하우스가 1925년 이 곳으로 이전해와 데사우는 디자인과 건축의 명소로도 이름을 알렸으나, 나치스가 폐쇄하였다. 바우하우스는 1986년 다시 문을 열었다. 제2차 세계대전으로 옛건물이 파괴되었으나, 동독 정부는 이를 상당 부분 복원시켰다.
오늘날 데사우는 안할트의 도시이자 바우하우스의 도시로 유명하다. 18세기에 영국식 성벽에 조성된 데사우뵐리츠 정원은 독특한 양식을 보여주고 있어 보존 가치가 커 유네스코 지정 세계문화유산으로 등록되었으며, 바우하우스의 건물들도 현대 건축에 큰 영향을 준 것으로 평가되어 바이마르의 건물들과 함께 세계문화유산으로 등록되었다.
행정적으로는 2007년, 엘베강 건너편의 로슬라우(독일어: Roßlau)와 합병하여 데사우로슬라우 시가 되었다.